# E sarà la luce
E sarà la luce (Brightness Falls from the Air) è un romanzo di fantascienza del 1985 della scrittrice americana James Tiptree Jr. ambientato nell'universo immaginario del Ciclo del Rift, lo stesso delle storie raccolte nel volume Il fiume delle stelle (The Starry Rift, 1986).
Una traduzione in giapponese  pubblicata da Hayakawa Publishing ha vinto nel 2008 il premio Seiun per il miglior romanzo straniero.
La traduzione in italiano di Vittorio Curtoni è stata pubblicata nel 1986 dalla Arnoldo Mondadori Editore nel n. 3 della collana Altri Mondi.

## Trama
In una situazione che è stata paragonata al mistero dell'omicidio nella casa di campagna, il romanzo racconta la storia di sedici personaggi umani che si riuniscono sull'isolato pianeta Damiem per assistere al passaggio di un fronte di nova proveniente dalla Stella Assassinata; nel corso del libro viene rivelata la verità sulla distruzione della stella, sul perché dell'isolamento di Damiem e sulle motivazioni dei sedici turisti, che affrontano in vario modo il fatto che le agonie di morte provate da un’altra specie generano letteralmente un nettare per la nostra.

## Critica
In The Encyclopedia of Science Fiction si criticano "momenti di palese sentimentalismo" ed "eccessi di sottotrama" di Brightness Falls from the Air, inoltre si afferma che negli ultimi anni la Tiptree aveva meno controllo sull'intensità della sua visione.
La biografa di Tiptree, Julie Phillips, ha ritenuto che la maggiore convenzionalità di questo romanzo fosse una risposta alle critiche di Algis Budrys nei confronti delle sue trame, che la Phillips pensa lei abbia preso troppo a cuore.
Graham Sleight, su Locus Magazine, ha scritto di non condividere alcuni dei giudizi sul romanzo di Phillips e Clute, sostenendo che l'opera di Tiptree dopo la rivelazione della sua identità non ha ricevuto un'adeguata considerazione; 
pur definendo Brightness Falls from the Air un melodramma, sostiene che possiede "una straordinaria potenza" e che Tiptree "in questo libro ha un'attenzione verso altre questioni, soprattutto quella visuale, che non ha altrove".
David Langford nella sua recensione di Brightness Falls from the Air sul n. 85 di White Dwarf, ha affermato
"Pochi sopravvivono alla scarsa diffusione di lieto fine. In retrospettiva non credo a una parola di ciò, ma Tiptree riversa così tanta energia nella sua narrazione che, contro ogni ragione, ti travolge. Uff, che afa ..."